# 永松健幹
永松 健幹（ながまつ たけもと、1953年1月2日 - ）は、日本の裁判官、弁護士。熊本県出身。九州大学法学部卒業。熊本地方裁判所長、福岡高等裁判所部総括判事、福岡家庭裁判所長を経て2016年より福岡地方裁判所長。

## 経歴
- 1977年4月 広島地方裁判所判事補任官
- 1980年4月 神戸地方・家庭裁判所判事補
- 1983年4月 松山地方・家庭裁判所判事補
- 1986年3月 福岡地方裁判所判事補
- 1986年4月 福岡法務局訟務部付
- 1989年4月 大阪地方裁判所判事・大阪高等裁判所判事職務代行
- 1992年4月 福岡地方・家庭裁判所判事
- 1993年12月 福岡高等裁判所判事職務代行
- 1994年4月 福岡高等裁判所判事
- 1997年4月 福岡地方・家庭裁判所小倉支部判事
- 1998年4月 福岡地方・家庭裁判所小倉支部部総括判事
- 2001年4月 熊本地方・家庭裁判所部総括判事
- 2006年4月 福岡高等裁判所判事
- 2007年4月 福岡地方裁判所部総括判事
- 2009年1月 福岡地方・家庭裁判所小倉支部長
- 2012年8月 熊本地方裁判所長
- 2014年5月 福岡高等裁判所部総括判事
- 2015年9月 福岡家庭裁判所長
- 2016年11月 福岡地方裁判所長
- 2018年1月 定年退官、のち弁護士（福岡県弁護士会）[2]